# Дабл ю (фільм)
«Дабл ю» (англ. «W») — фільм режисера Олівера Стоуна про життя та президенство Джорджа Буша. Фільм продовжує серію фільмів Стоуена про відомих особистостей сучасності, таких як «Королева» (2006 р.) про королеву Єлизавету ІІ та «Ніксон» (1995 р.) про колишнього президента США Річарда Ніксона. Зйомки фільму почалися 12 травня 2008 року, він вийшов на екрани 17 жовтня 2008 року, до завершення виборів президента США.